# Académie d'Orléans-Tours
Cet article concerne la circonscription administrative. Pour la société savante, voir Académie d'Orléans.
L’académie d’Orléans-Tours est une circonscription administrative du ministère français de l'éducation nationale créée en 1962 et couvrant le territoire de la totalité des six départements de la région Centre-Val de Loire. Elle comporte 6 directions des services départementaux de l'éducation nationale découpées en 46 circonscriptions et 25 bassins de proximité.
La région académique Centre-Val de Loire comprend uniquement l’académie d’Orléans-Tours.
La région académique découle de l’application du cadre régional fixé par la loi du 16 janvier 2015 créant 17 régions. Elle constitue l’échelon de mise en cohérence des politiques éducatives régionales en particulier pour les questions requérant une coordination avec la région ou le préfet de région dans les domaines suivants :
- formation professionnelle, apprentissage et orientation tout au long de la vie professionnelle,
- définition du schéma prévisionnel des formations des établissements publics locaux d’enseignement,
- lutte contre le décrochage scolaire,
- enseignement supérieur et recherche,
- service public numérique éducatif,
- etc.

Le rectorat, est situé à Orléans dans le département du Loiret.

## Dénomination
Initialement composé de l'académie d'Orléans, de Bourges et de Paris, puis réorganisée à plusieurs reprises (en 1848, 1850, 1854 et 1962) depuis le XIXe siècle, période pendant laquelle elle sera morcelée sur différentes académies, elle est dénommée académie d'Orléans-Tours, du nom des universités d'Orléans et Tours depuis 1972.

## Historique
Aboutissement d’évolutions successives de l’organisation en région de l’éducation nationale depuis le début du XIXe siècle, l’actuelle académie a été créée par le décret no 61-1354 du 12 décembre 1961 entré en vigueur le 2 janvier 1962 sous le nom d'académie d'Orléans. Le décret no 72-75 du 27 janvier 1972 en modifia la dénomination en tant qu'académie d'Orléans-Tours (nom actuel de l'académie).
La fonction de recteur d’académie apparût en fait en 1808 et ce seront jusqu'à présent 84 recteurs qui se succéderont à la tête de l’académie de Bourges, d’Orléans, de Paris, d’Angers, du Cher, d’Eure-et-Loir, d’Indre, d’Indre-et-Loire, de Loir-et-Cher, du Loiret, de Poitiers puis finalement d’Orléans-Tours.
Une première académie est créée à Orléans en 1808 ; elle ne comprend alors que les départements d'Indre-et-Loire, de Loir-et-Cher et du Loiret. Le Cher et l'Indre sont alors inclus dans l'académie de Bourges et l'Eure-et-Loir dans l'académie de Paris.

Académie d'Orléans-Tours. Organisation territoriale de 1809 à 1948

Académie d'Orléans-Tours. Organisation territoriale de 1848 à 1850

Académie d'Orléans-Tours. Organisation territoriale de 1850 à 1854

Académie d'Orléans-Tours. Organisation territoriale de 1854 à 1962

Académie d'Orléans-Tours. Organisation territoriale depuis 1962

| Département    | 1808-1848 | 1854-1961 | Depuis 1962   |
| Cher           | Bourges   | Paris     | Orléans-Tours |
| Eure-et-Loir   | Paris     | Paris     | Orléans-Tours |
| Indre          | Bourges   | Poitiers  | Orléans-Tours |
| Indre-et-Loire | Orléans   | Poitiers  | Orléans-Tours |
| Loir-et-Cher   | Orléans   | Paris     | Orléans-Tours |
| Loiret         | Orléans   | Paris     | Orléans-Tours |

## Administration
Le rectorat est situé à Orléans tout comme la préfecture de région. Ses services se trouvent répartis en quatre sites distincts. Le site principal est situé au 21 rue Saint-Étienne à Orléans, proche de la Préfecture, du conseil régional et de la cathédrale Sainte-Croix.
| Période                              | Identité                    |
| ------------------------------------ | --------------------------- |
| 1er janvier 1961 - 15 octobre 1973   | Gérald Antoine              |
| 15 octobre 1973 - 1er septembre 1976 | Claude Durand-Prinborgne    |
| 1er septembre 1976 - 31 juillet 1981 | Pierre Delorme              |
| 31 juillet 1981 - 21 mars 1984       | Michèle Gendreau-Massaloux  |
| 21 mars 1984 - 4 décembre 1985       | Monique Augé-Lafon          |
| 4 décembre 1985 - 5 décembre 1986    | Xavier Greffe               |
| 5 décembre 1986 - 20 décembre 1988   | Denise Flouzat              |
| 20 décembre 1988 - 6 novembre 1991   | Daniel Bloch                |
| 6 novembre 1991 - 11 décembre 1992   | Franck Métras               |
| 11 décembre 1992 - 24 mai 1993       | Gabriel Bianciotto          |
| 24 mai 1993 - 6 avril 1994           | Marie-Claude Oury-Gatelmand |
| 2 mai 1994 - 12 juin 1996            | Patrick Gérard              |
| 12 juin 1996 - 18 juillet 2000       | Nicole Ferrier-Caverivière  |
| 18 juillet 2000 - 15 juillet 2004    | Christian Nique             |
| 15 juillet 2004 - 19 juillet 2005    | Jean-Michel Lacroix         |
| 20 juillet 2005 - 31 mai 2007        | Claire Lovisi               |
| 13 juin 2007 - 22 octobre 2008       | Ali Bencheneb               |
| 22 octobre 2008 - 8 avril 2011       | Paul Canioni                |
| 14 avril 2011 - 3 octobre 2016       | Marie Reynier               |
| 3 octobre 2016 - 20 juillet 2022     | Katia Béguin                |
| 20 juillet 2022 - 7 décembre 2022    | Alain Ayong Le Kama         |
| 2 janvier 2023 - 13 mars 2024        | Gilles Halbout              |
| 26 juin 2024                         | Jean-Philippe Agresti       |

| Période   | Identité de l'académie    | Recteur                             |
| --------- | ------------------------- | ----------------------------------- |
| 1809-1816 | académie de Bourges       | Pierre Raynal                       |
| 1809-1816 | académie d’Orléans        | Edme Georges de Champeaux           |
| 1816-1818 | académie de Bourges       | Antoine Poullet de Lisle            |
| 1816-1827 | académie d’Orléans        | Eloy de Bellisens                   |
| 1818-1823 | académie de Bourges       | Jean-Baptiste Begat                 |
| 1821-1824 | académie de Paris         | Abbé Nicolle                        |
| 1823-1830 | académie de Bourges       | Jean-Charles Mougin                 |
| 1824-1848 | académie de Paris         | Hippolyte Rousselle                 |
| 1827-1833 | académie d’Orléans        | Louis Boubée de Lespin              |
| 1830-1830 | académie de Bourges       | Jean-Georges Ozanneaux              |
| 1830-1841 | académie de Bourges       | Pierre Raynal                       |
| 1833-1838 | académie d’Orléans        | Auguste Nouseilles                  |
| 1838-1839 | académie d’Orléans        | Casimir Gobert                      |
| 1839-1845 | académie d’Orléans        | Auguste-Prosper Poulain de Bossay   |
| 1841-1846 | académie de Bourges       | Marie-Joseph Caresme                |
| 1845-1848 | académie d’Orléans        | Germain Lecomte                     |
| 1846-1847 | académie de Bourges       | Louis Camaret                       |
| 1847-1848 | académie de Bourges       | Eugène Desroziers                   |
| 1841-1850 | académie d’Angers         | Pierre Henry                        |
| 1848-1850 | académie de Bourges       | Joseph Avignon                      |
| 1848-1850 | académie de Paris         | Hippolyte Rousselle                 |
| 1850-1854 | académie du Cher          | Alexandre Olleris                   |
| 1850-1853 | académie d’Eure-et-Loir   | Hervé Bouchitté                     |
| 1853-1854 | académie d’Eure-et-Loir   | Honoré Denain                       |
| 1850-1852 | académie de l’Indre       | Aristide Laurent                    |
| 1852-1853 | académie de l’Indre       | Désiré-Joseph Henne                 |
| 1853-1854 | académie de l’Indre       | Simon Petit                         |
| 1850-1854 | académie d’Indre-et-Loire | Louis-Auguste Sandras               |
| 1850-1854 | académie du Loir-et-Cher  | Martial Barrois                     |
| 1850-1852 | académie du Loiret        | Jean-Marie Ferrouil de Montgaillard |
| 1852-1854 | académie du Loiret        | Louis Dumaige                       |
| 1854-1858 | académie de Paris         | Rémy Cayx                           |
| 1854-1856 | académie de Poitiers      | Louis de la Saussaye                |
| 1856-1862 | académie de Poitiers      | Louis Juste                         |
| 1858-1861 | académie de Paris         | Louis Artaud                        |
| 1861-1879 | académie de Paris         | Adolphe Mourier                     |
| 1862-1866 | académie de Poitiers      | Eugène Desroziers                   |
| 1866-1870 | académie de Poitiers      | Alfred Magin-Marrens                |
| 1870-1874 | académie de Poitiers      | Pierre-Adolphe Cheruel              |
| 1874-1879 | académie de Poitiers      | Charles Aubertin                    |
| 1879-1879 | académie de Paris         | Charles Zevort                      |
| 1879-1902 | académie de Paris         | Octave Gréard                       |
| 1879-1890 | académie de Poitiers      | Anthelme Chaignet                   |
| 1890-1895 | académie de Poitiers      | Jean Compayré                       |
| 1895-1896 | académie de Poitiers      | Julien Margottet                    |
| 1896-1909 | académie de Poitiers      | Henri Cons                          |
| 1902-1917 | académie de Paris         | Louis Liard                         |
| 1909-1914 | académie de Poitiers      | Jacques Cavalier                    |
| 1914-1933 | académie de Poitiers      | Martial Pineau                      |
| 1917-1920 | académie de Paris         | Lucien Poincaré                     |
| 1920-1925 | académie de Paris         | Paul Appel                          |
| 1925-1927 | académie de Paris         | Paul Lapié                          |
| 1927-1937 | académie de Paris         | Sébastien Charlety                  |
| 1933-1937 | académie de Poitiers      | Pierre Martino                      |
| 1937-1940 | académie de Paris         | Gustave Roussy                      |
| 1937-1943 | académie de Poitiers      | René Hubert                         |
| 1940-1941 | académie de Paris         | Jérôme Carcopino                    |
| 1941-1941 | académie de Paris         | Charles Maurain                     |
| 1941-1944 | académie de Paris         | Gilbert Gidel                       |
| 1943-1944 | académie de Poitiers      | M. Cherel (intérim)                 |
| 1944-1946 | académie de Poitiers      | René Hubert                         |
| 1944-1947 | académie de Paris         | Gustave Roussy                      |
| 1946-1947 | académie de Poitiers      | Robert Mazet                        |
| 1947-1961 | académie de Paris         | Jean Sarrailh                       |
| 1947-1961 | académie de Poitiers      | André Loyen                         |
| 1961-1969 | académie de Paris         | Jean Roche                          |
| 1961-1964 | académie de Poitiers      | Jean Blaizot                        |
| 1961-1973 | académie d’Orléans-Tours  | Gérald Antoine                      |
| 1973-1976 | académie d’Orléans-Tours  | Claude Durand-Prinborgne            |
| 1976-1981 | académie d’Orléans-Tours  | Pierre Delorme                      |
| 1981-1984 | académie d’Orléans-Tours  | Michèle Gendreau-Massaloux          |
| 1984-1985 | académie d’Orléans-Tours  | Monique Augé-Lafon                  |
| 1985-1986 | académie d’Orléans-Tours  | Xavier Greffe                       |
| 1986-1988 | académie d’Orléans-Tours  | Denise Flouzat                      |
| 1988-1991 | académie d’Orléans-Tours  | Daniel Bloch                        |
| 1991-1992 | académie d’Orléans-Tours  | Franck Métras                       |
| 1992-1993 | académie d’Orléans-Tours  | Gabriel Bianciotto                  |
| 1993-1994 | académie d’Orléans-Tours  | Claude Oury-Gatelmand               |
| 1994-1996 | académie d’Orléans-Tours  | Patrick Gérard                      |
| 1996-2000 | académie d’Orléans-Tours  | Nicole Ferrier-Caverivière          |
| 2000-2004 | académie d’Orléans-Tours  | Christian Nique                     |
| 2004-2005 | académie d’Orléans-Tours  | Jean-Michel Lacroix                 |
| 2005-2007 | académie d’Orléans-Tours  | Claire Lovisi                       |
| 2007-2008 | académie d’Orléans-Tours  | Ali Bencheneb                       |
| 2008-2011 | académie d’Orléans-Tours  | Paul Canioni                        |
| 2011-2016 | académie d’Orléans-Tours  | Marie Reynier                       |
| 2016-2022 | académie d’Orléans-Tours  | Katia Béguin                        |
| 2022-2022 | académie d’Orléans-Tours  | Alain Ayong Le Kama                 |
| 2023-2024 | académie d’Orléans-Tours  | Gilles Halbout                      |
| 2024      | académie d’Orléans-Tours  | Jean-Philippe Agresti               |

### Directions académiques
L'académie recouvre le territoire de la région Centre-Val de Loire et regroupe ainsi six départements et autant de directions académiques : le Cher, l’Eure-et-Loir, l’Indre, l’Indre-et-Loire, le Loir-et-Cher et le Loiret.

### Circonscriptions
Chaque département est divisé en circonscriptions :
- Cher[1] : Cher-Nord, Bourges 1, Bourges 2, Saint-Amand-Montrond, Vierzon, ASH ;
- Eure-et-Loir[2] : Chartres 1, Chartres 2, Chartres 3 et ASH, Chartres 4,Chartres 6 et Préélémentaire, Châteaudun, Dreux 1, Dreux 2 et Nogent-le-Rotrou.
- Indre[3] : Châteauroux 1, Châteauroux 2, Issoudun, La Châtre, Le Blanc ;
- Indre-et-Loire[4] : Joué-les-Tours, Langeais, Loches, Saint-Avertin, Saint-Cyr-sur-Loire, Tours-Centre, Tours-Nord ;
- Loir-et-Cher[5] : Blois 1, Blois 2, Blois 3 et ASH, Blois 4, Contres, Romorantin, Vendôme ;
- Loiret[6] : Châteauneuf-sur-Loire[7], Gien[8], Montargis-Est, Montargis-Ouest[9], Loiret ASH[10], Orléans-Est, Orléans-Nord[11], Orléans-Nord-Ouest, Orléans-Sud[12], Orléans-Sud-Ouest, Orléans-Saran[13], Pithiviers[14].

ASH : adaptation scolaire et scolarisation des élèves handicapés.

## Géographie
Sa superficie est de 31 160 km2, ce qui représente 1/14e du territoire national.
Son étendue la place en troisième position parmi les 30 académies françaises, après celles de Toulouse et Bordeaux.

## Établissements
À la rentrée 2022, l'académie comptait :
- 2 275 écoles et établissements scolaires publics dont 1 955 écoles, 230 collèges, 50 lycées, 37 lycées professionnels et 3 établissements régionaux d'enseignement adapté (EREA) ;
- 215 écoles et établissements privés sous contrat dont 126 écoles, 56 collèges, 23 lycées et 10 lycées professionnels.

## Identité visuelle

Logo actuel de l'académie d'Orléans-Tours.
Logo actuel de la région académique Centre-Val de Loire.

## Polémique
Le quotidien Libération indique qu'à plusieurs reprises en 2018, et dans plusieurs académies, notamment celles de Créteil et d'Orléans-Tours, les rectorats ont fait pression sur des élèves élus aux CAVL afin que ceux-ci relaient sur les réseaux sociaux des textes écrits par les services de communication du rectorat, et leur ont demandé de mentionner le syndicat Avenir Lycéen, avant même la déclaration en préfecture de ce syndicat soutenu financièrement et techniquement par le ministère de l'éducation nationale,,.